# Comuna Kucerivka, Hluhiv
Kucerivka (în ucraineană Кучерівка) este o comună în raionul Hluhiv, regiunea Sumî, Ucraina, formată din satele Harkivka și Kucerivka (reședința).

## Demografie
Componența lingvistică a comunei Kucerivka
     Ucraineană (96,88%)
     Rusă (3,12%)
Conform recensământului din 2001, majoritatea populației comunei Kucerivka era vorbitoare de ucraineană (96,88%), existând în minoritate și vorbitori de rusă (3,12%).